# نوفيستور

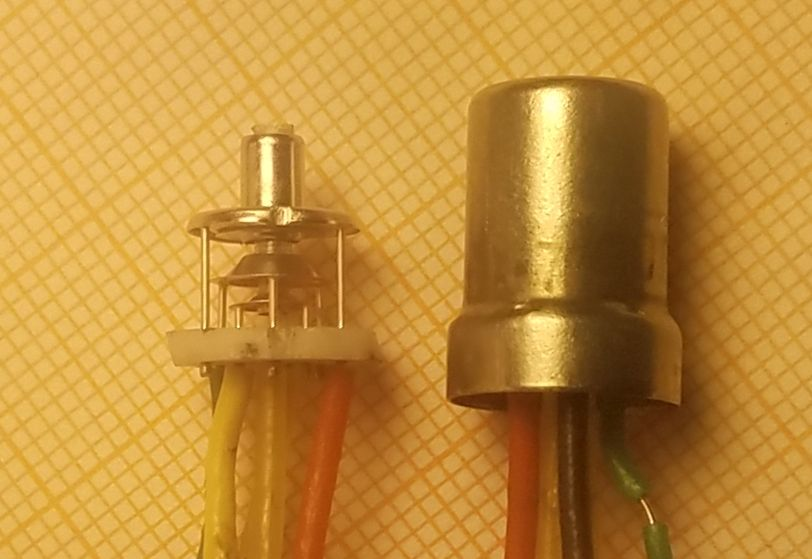
نوفيستور الصمام الثلاثي 6С52Н. ممتلئ (يمين)، بدون حافظة (يسار)، مع خيوط متطايرة. اتحاد الجمهوريات الاشتراكية السوفياتية، 1970.

نوفيستور (الانجليزية: nuvistor) هو نوع من الأنابيب المفرغة التي أعلنت عنها شركة راديو أمريكا (RCA) في عام 1959. صُنعت نوفيستور للتنافس مع ترانزستورات الوصلة ثنائية القطب الجديدة آنذاك، وكانت أصغر بكثير من الأنابيب التقليدية في ذلك الوقت، وتقترب تقريبًا من انضغاط أغلفة الترانزستور المنفصلة المبكرة. نظرًا لصغر حجمها، لم يكن هناك مكان لتضمين تركيب فراغ لإخلاء الأنبوب؛ بدلاً من ذلك، تم تجميع نوفيستور ومعالجته في غرفة مفرغة بأجهزة روبوتية بسيطة. الأنبوب مصنوع بالكامل من المعدن وقاعدة سيراميك. تم صنع الصمامات الثلاثية وعدد قليل من رباعي المساري؛ كانت رباعيات نوفيستور أطول من نظيراتها في الصمام الثلاثي.

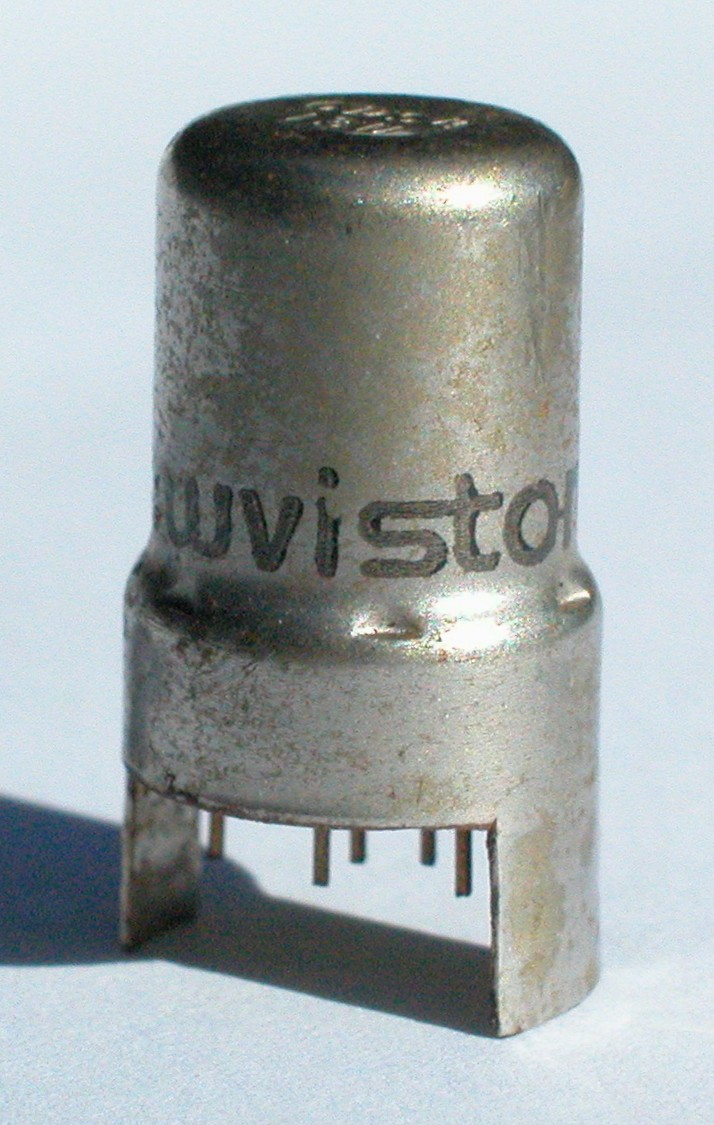
أنبوب فراغ ثلاثي RCA 6DS4 "نوفيستور"، كاليفورنيا. ارتفاع 20 ملم وقطر 11 ملم

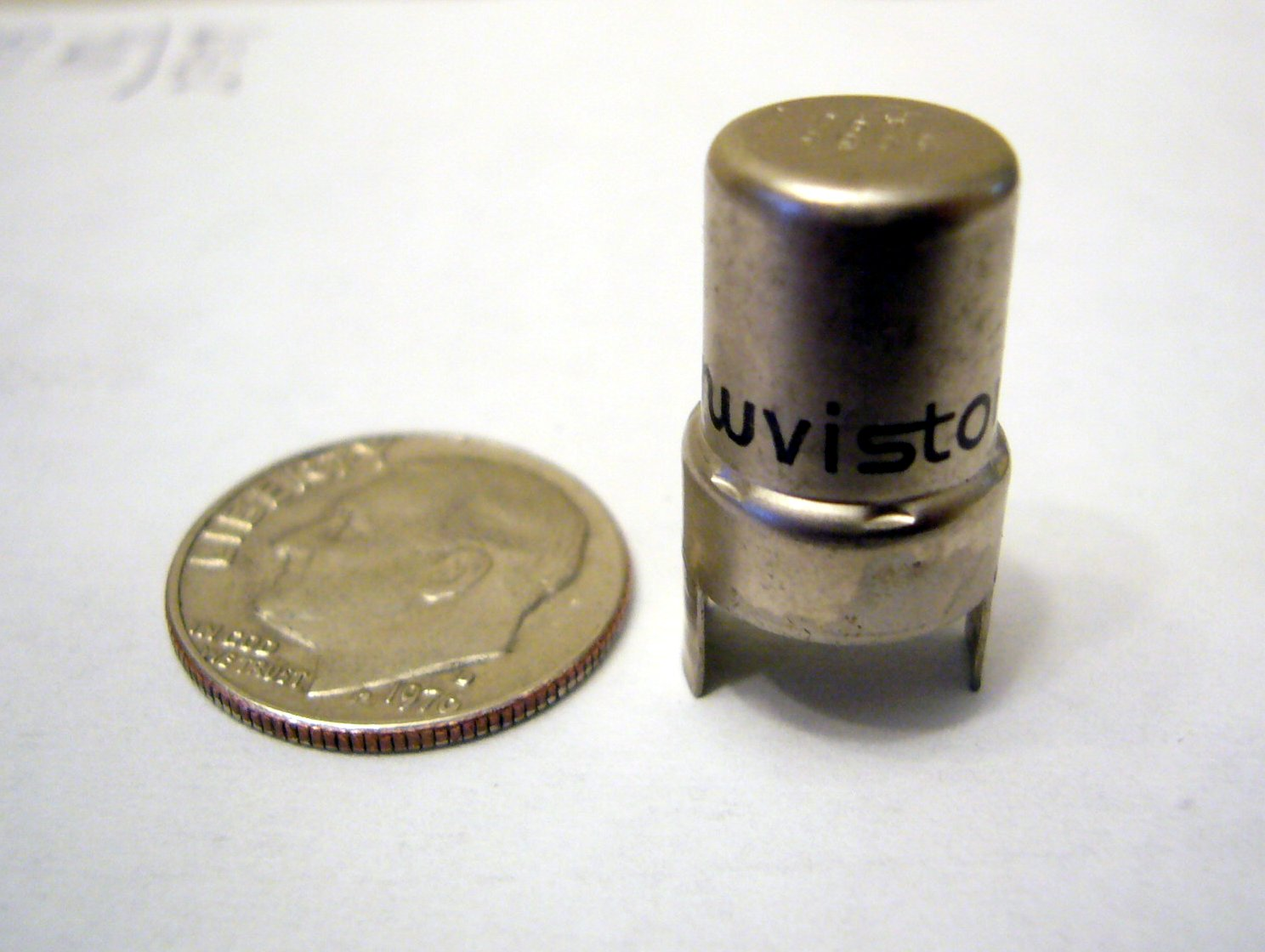
نوفيستور مع الدايم الأمريكي للمقياس

نوفيستورهي من بين أفضل أنابيب استقبال الإشارات الصغيرة أداءً. إنها تتميز بأداء VHF وUHF ممتاز بالإضافة إلى معدلات ضوضاء منخفضة، واستخدمت على نطاق واسع طوال الستينيات في أجهزة التلفزيون (بدءًا بخط مجموعات الألوان «فيستا الجديدة» RCA في عام 1961 مع هيكل CTC-11) والراديو و معدات عالية الدقة في المقام الأول في أقسام الترددات اللاسلكية، وأجهزة الذبذبات. توقفت شركة راديو أمريكا عن استخدامها في موالفات التلفزيون لخط إنتاجها في أواخر عام 1971.
تضمنت تطبيقات نوفيستور الأخرى امبكس MR-70، مسجل شرائط الاستوديو الذي كان قسم الإلكترونيات بأكمله يعتمد على نوفيستور، بالإضافة إلى الميكروفونات من فئة الاستوديو من تلك الحقبة، مثل AKG نوريلكو C12a، التي استخدمت 7586. وجد لاحقًا أيضًا أنه مع تعديل طفيف للدائرة، قام نوفيستور بعمل بديل كافٍ لأنبوب تليفيوكن VF14 المتقادم، المستخدم في ميكروفون استوديو نيومان U47. استخدمت تكترونكس أيضًا نوفيستور في العديد من راسمات الذبذبات المتطورة الخاصة بها في الستينيات، قبل استبدالها لاحقًا بترانزستورات ترانزستور حلقي وصلي. تم استخدام نوفيستور في برنامج رانجر وفي الطائرة المقاتلة ميكويان جوريفيتش ميج-25، على الأرجح لتقوية إلكترونيات الطيران المقاتلة ضد الإشعاع. انظر تصلب الاشعاع. تم اكتشاف هذا بعد انشقاق فيكتور بيلينكو.

## أنواع
- 7586 - تم إطلاق أول جهاز، متوسط mu ثلاثي
- 7587 - قطع حاد رباعي
- 8056 - الصمام الثلاثي للجهود المنخفضة للوحة
- 8058 - الصمام الثلاثي، مع غطاء اللوحة والشبكة على الغلاف، لأداء UHF
- 7895 - 7586 مع ارتفاع مو
- 2CW4 - نفس النوع 6CW4، لكن بسخان 2.1 فولت / 450 مللي أمبير. تستخدم في أجهزة استقبال التلفزيون مع سلاسل تسخين متسلسلة
- 6CW4 - الصمام الثلاثي العالي، الأكثر شيوعًا في الإلكترونيات الاستهلاكية
- 6DS4 - قطع عن بعد 6CW4
- 6DV4 - متوسط mu، مخصص لمذبذب UHF ، غلاف مطلي بالذهب أحيانًا
- 8393 - الصمام الثلاثي المتوسط، ما يعادل 7586 باستثناء السخان هو 13.5 فولت عند 60 مللي أمبير، ويستخدم في معدات تكترونكس.
- 13CW4 - مثل 6CW4، ولكن مع سخان 12.6 فولت / 230 مللي أمبير

## روابط خارجية
- النوفيستور